# 恩昆比语
恩昆比语（又译为恩坤比语）是安哥拉的一种本土语言，流行于库内纳河流域。伊文斯、卡佩罗留下了关于该语言的早期描述，记下了对于神和两个数字的称呼。1883年马约在皇家地理学会的学报上发表了更详细的记载。这种语言与万杜语（Vandu）有近亲关系。